# Johann Redl (Stuntman)
Johann Redl (* 1958) ist ein Autoverkäufer und Hobby-Stuntman aus Saxen im Bezirk Perg in Oberösterreich.
Redl, verheiratet und Vater einer Tochter, wurde als einziger sechs Mal als Wettkandidat zu Wetten, dass..? eingeladen. Er erreichte durch spektakuläre Fahrten mit unterschiedlichen Fahrzeugen wie LKWs, PKWs und Traktoren mehrere Eintragungen im Guinness-Buch der Rekorde.

## Wetten, dass? - Wettkandidat
- 1992 Turnen mit einem PKW auf einem Reck
- 1993 Klettert mit angeseiltem PKW schneller auf einen Turm als ein Mensch
- 1995 Wollte er mit einem LKW auf zwei Rädern eine Acht fahren und scheiterte
- 1998 Fuhr er mit seiner Ehefrau Elisabeth einen Autoslalom blind und wurde Wettkönig
- 2007 Wollte mit einem PKW in zwei Minuten 40 auf Baustellenhütchen befestigte Luftballons zerstechen und scheiterte knapp
- 2012 wollte er mit seinem Traktor in eineinhalb Minuten einen 400 Meter langen Slalom-Parcours auf zwei Rädern bewältigen und scheiterte.[3]

## Weltrekorde
- Fahren auf zwei Rädern mit einem LKW über eine Strecke von 16,4 Kilometer (2004, Flughafen in Wels)
- Fahren auf zwei Rädern mit einem Traktor über eine Strecke von 14,5 Kilometer